# Нуйно
Ну́йно — село в Україні, у Сошичненській громаді Камінь-Каширського району Волинської області. Населення становить 1681 особу.

## Історія
« НУЙНО або НЮЙНО, с., Ковельський пов., Сошичанська вол., при старому тракті з Ковля до Каменя Коширського. Село складалося з вулиць і кутків: Янівка, Попачи, Суха Воля, Залісся і Лука. Урочища: Могилянка, де був великий курганів могильник (понад 100 курганів), Татарська гора, Попів млинок, Задвір’я, Королівка, Кінський брід. На ґрунтах села джерела: Тихораж, Янівка і Залісся, з яких виливаються потоки. В кінці 19 ст. було там 171 домів і 1352 жителів, дерев’яна церква з 18 ст. на місці старої з 16 ст., де переховувалися рукописні книжки, початкова школа, водяний млин. Колись село належало до ковельського староства. Найстарша згадка про с. Н. з 1463р., як власности кн. Сангушків під назвою «Нюйно» (Архів Сангушків, т. 3, ст. 11). В 1543р. кн.. Михайло Сангушко добровільно замінявся з Королевою Боною на м. Ковель і багато сіл, а в цьому і Нуйно. По смерті кор. Бони, разом з іншими маєтками, Н. перейшло до Королівщини. В 1564р. с. Н. належало до кн. А. Курбського, а по ньому перейшло до Сімашків. В 1590 р. належало до О. Фірлея, а від нього переходило часто з рук до рук, аж у 1831 р. сконфісковане царським урядом. За переписом 1911 р. в с. Н. було 1932 жителів, одноклясова школа, 1 крамниця, горілчана державна крамниця, два кредитові товариства. З великої колись земельної власности в 1911 р. залишилося лише 220 дес.. На захід від села, за залізничною лінією Ковель-Камінь Коширський, на піскових надмах зустрічаються кремінні знаряддя зі старшої кам. доби, а також з часів т. зв. хвалибоговицької і тарденуаської культур мезоліту. На північ від цієї піскової надми, в ур. «Татарська гора» цілий терен засипаний черепками з пізнього середньовіччя. За переказом у ці околиці під час татарських нападів втікали люди з Волині і тут перебували, аж допоки татарські загони відійшли у степи.»
Примітка: подано оригінальний авторський текст
О. Цинкаловський, «Стара Волинь і Волинське Полісся», т. 2, ст. 154-155

## Населення
Згідно з переписом УРСР 1989 року чисельність наявного населення села становила 1652 особи, з яких 781 чоловік та 871 жінка.
За переписом населення України 2001 року в селі мешкало 1670 осіб.

### Мова
Розподіл населення за рідною мовою за даними перепису 2001 року:
| Мова       | Відсоток |
| ---------- | -------- |
| українська | 99,82 %  |
| російська  | 0,12 %   |
| молдовська | 0,06 %   |

## Церкви
У селі є дві церкви: церква Преображення Господнього та покрови Богородиці. Церква покрови Богородиці зведена в першій половині XIX століття, на цвинтарному пагорбі стараннями уродженця села Антонія Рафальського, на той час єпископ Варшавський. В церкві — у крипті поховано прах його батьків.

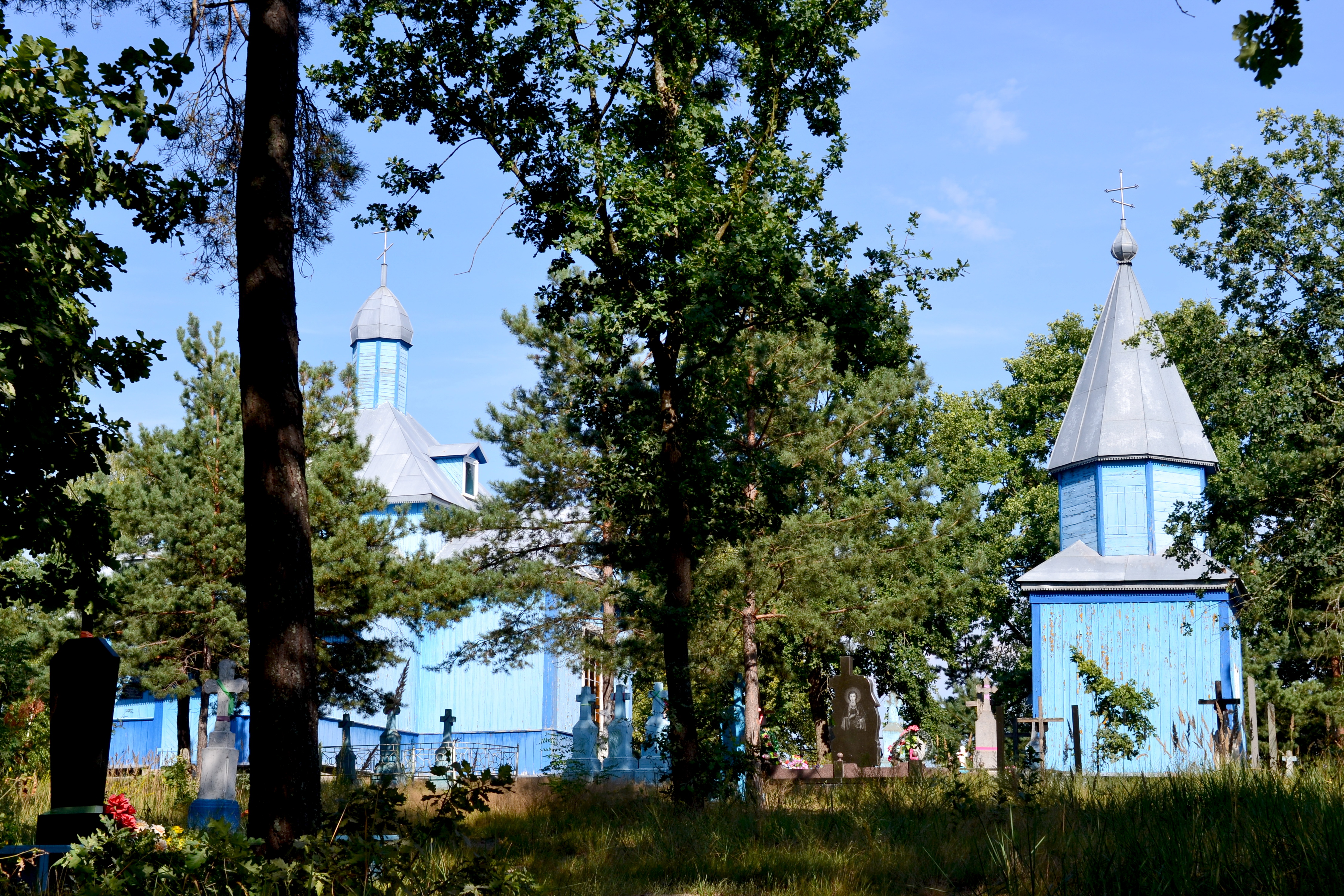
Покровська церква — вигляд із заходу з дзвіницею
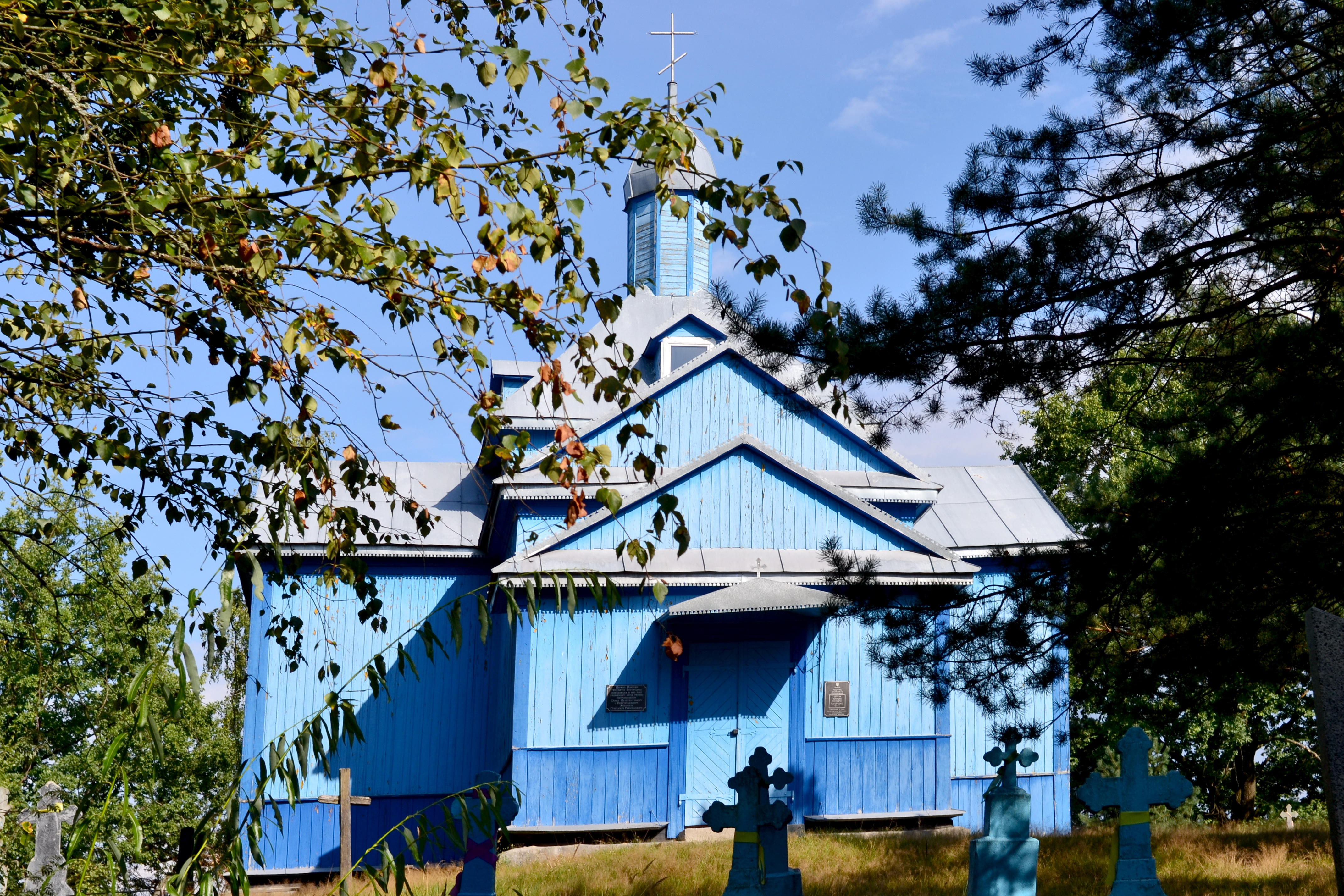
Вигляд із заходу
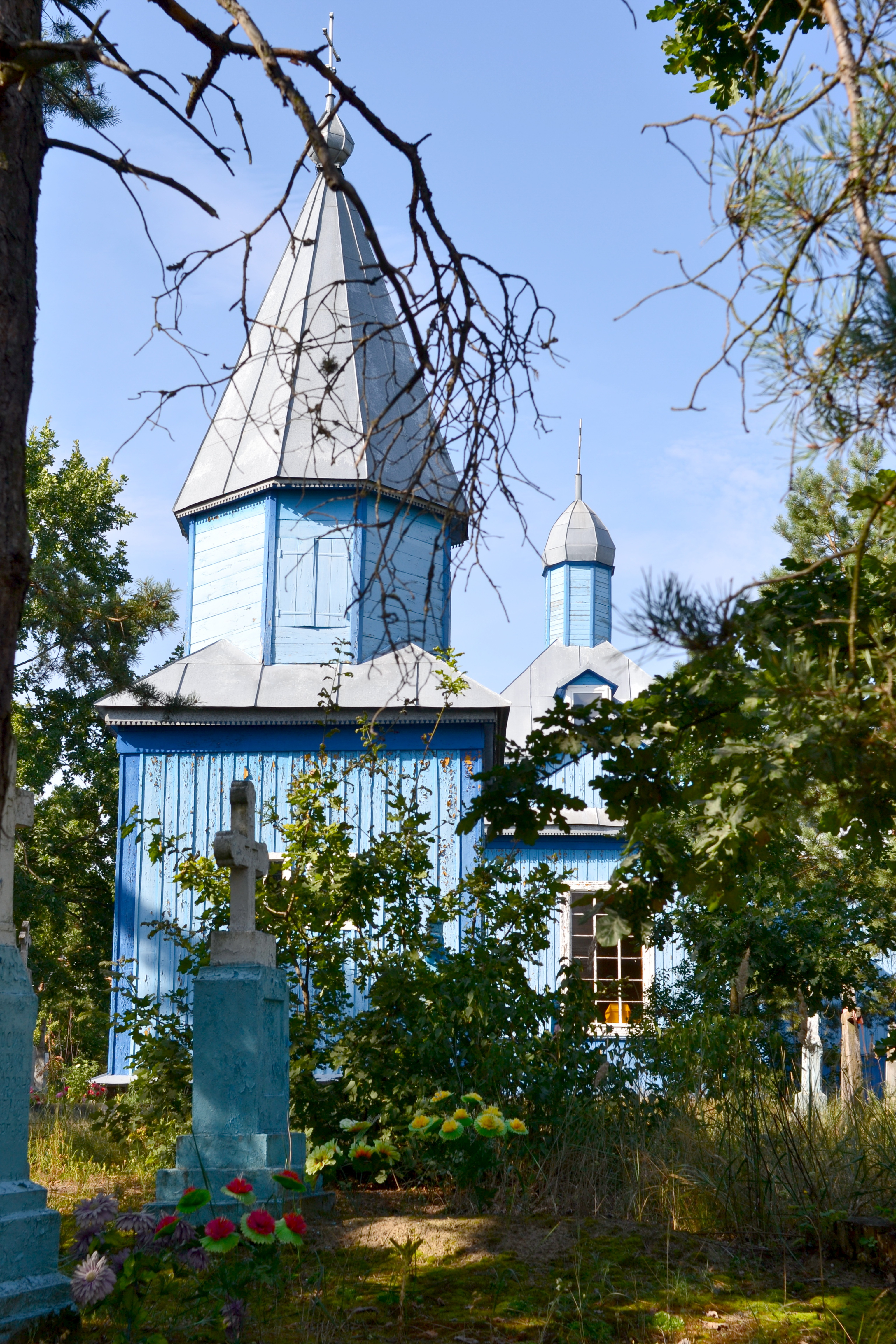
Вигляд із півдня
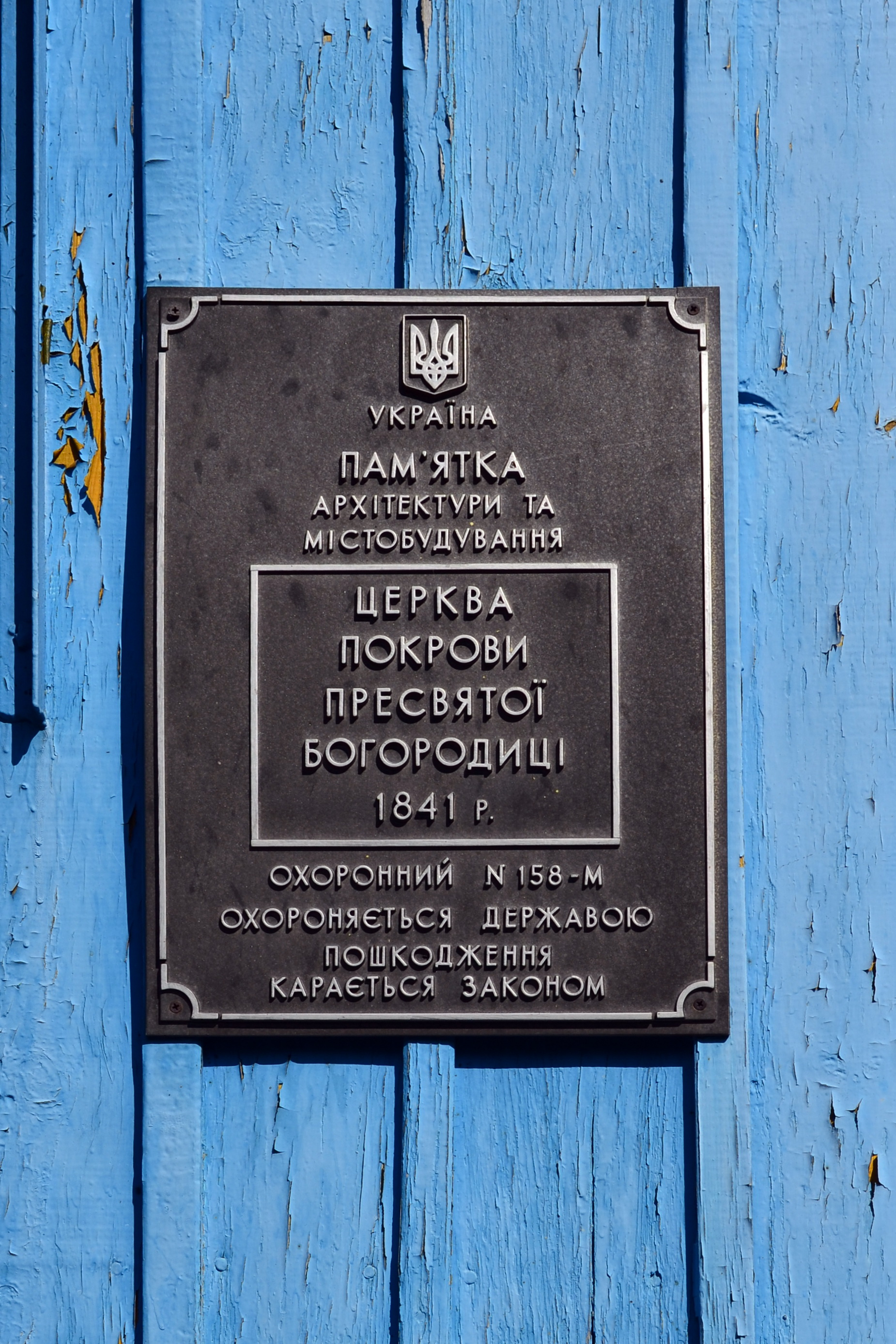
Охоронна дошка

Преображенська церква в селі походить ще з XVI ст. (за іншими даними — з 1600 року). Правда, то була інша з вигляду церква, адже з другій половині ХІХ ст. над бабинцем надбудували дерев'яну дзвіницю. Вівтар і бабинець церкви збереглися оригінальними (не перебудованими).
Як часто буває на Волині, церква розташовується на місці давнього цвинтаря. Сьогодні церква стоїть в центрі Нуйно, на схід від головної дороги, поблизу школи і повороту до села Залісся, між забудовою. Тривалий час зовнішній вигляд церкви не змінний. Пам'ятка архітектури національного значення.
29 липня 2019 року стало відомо, що розпорядженням ОДА церкву передано в постійне користування громаді Православної Церкви України.
На захід від села розташований Вутвицький ботанічний заказник.

## Відомі люди
- Антоній Рафальський (в миру Григорій Антонович Рафальский), надалі єпископ Російської православної церкви; та перший член Священного Синоду.
- Вітрик Сергій Петрович (1921—1975) — український гірничий інженер-геолог, організатор нафтової та газової промисловостей. Похований на місцевому кладовищі села Нуйно.
- Какалюк Віктор Васильович (1972—2023) – солдат Збройних Сил України, учасник російсько-української війни. Загинув у місті Вугледар в Донецькій області. Похований 21 лютого 2023 року на місцевому кладовищі села Нуйно.
- Шумік Назарій Григорович (2000—2023) – солдат Збройних Сил України, учасник російсько-української війни. Загинув 13 вересня 2023 року у населеному пункту Кремінна в Луганській області. Похований 19 вересня 2023 року на місцевому кладовищі села Нуйно.
- Парфелюк Дмитро Федорович (1990—2023) – солдат Збройних Сил України, учасник російсько-української війни. Загинув у населеному пункті Першотравневе в Харківській області. Похований 19 листопада 2023 року на місцевому кладовищі села Нуйно.
- Самсонюк Михайло Володимирович (1983—2024) – солдат Збройних Сил України, учасник російсько-української війни. Загинув на Сході України. Похований 17 лютого 2024 року на місцевому кладовищі села Нуйно.